# Ика Стоянова
Ика Стоянова е българска певица от Шопската фолклорна област, изпълнителка на народни песни от Трънския край.

## Биография
Ика Стоянова е родена на 2 октомври 1922 г. в село Врабча, Трънско. Наследница е на стар музикален род.
Тя е от първите народни певици запяли на живо по Радио София. Ика Стоянова е сред основателките на прочутата през 60-те и 70-те години певческа група „Наша песен“. Освен нея в групата пеят Гюрга Пинджурова, Мита Стойчева, Радка Кушлева, Славка Секутова, Магда Пушкарова. Групата изнася концерти в България и в чужбина. Певицата реализира записи в Радио София и Балкантон, участва в музикални и документални филми на Българската национална телевизия.
Ика Стоянова е майка на известната народна певица Лиляна Галевска.
Ика Стоянова умира на 3 май 2014 г. в София.